# 維格納定理
維格納定理（Wigner's theorem）是由尤金·维格纳在1931年证明的，这个定理是量子力学的数学表述的奠基石。这个定理描述的是系统的对称性，即例如旋转，平移或者CPT这些操作是如何改变希尔伯特空间上的态。
根据这个定理，任何对称性操作都是希尔伯特空间上的一个幺正变换或者反幺正变换。更准确的说，这个定理描述的是在一个复希尔伯特空间{\displaystyle H} 上，如果对任意的
{\displaystyle x,y\in H},都存在一个满射
{\displaystyle T:H\rightarrow H} 满足
{\displaystyle |\langle Tx,Ty\rangle |=|\langle x,y\rangle |}
则对任意的{\displaystyle x\in H}该满射可以被改写成如下形式

{\displaystyle Tx=\varphi (x)Ux}

其中{\displaystyle \varphi :H\rightarrow \mathbb {C} } 的模为1，而且{\displaystyle U:H\rightarrow H}是一个幺正或者反幺正的映射。

## 量子力学中的对称性
在量子力学和量子场论里，我们用一个矢量（右矢）来表征一个或多个粒子或场的量子态。任何对称操作，比如“将所有粒子和场在时间的方向上都向前移动5秒”，或者是“将粒子和场通过洛伦兹变换变换到在x轴方向以5m/s相对运动的参照系中”，这些都相当于希尔伯特空间上的一个操作T。这个操作T一定要是双射的，因为任何一个量子态都必须有个唯一的的对应的变换后的态，反之亦然。还有，当一个系统初始状态为{\displaystyle y}变换到状态{\displaystyle x}的概率为{\displaystyle |\langle x,y\rangle |^{2}}。既然T是一个对称操作，那么一个系统初始状态为{\displaystyle Ty}变换到{\displaystyle Tx}的概率和前面是一样的；因此，{\displaystyle |\langle Tx,Ty\rangle |^{2}=|\langle x,y\rangle |^{2}}。于是，操作T就满足了魏格纳定理的假设。
根据魏格纳定理，T要么是幺正变换，要么是反幺正变换。在上面的两个例子里（时间平移和洛伦兹变换），T是幺正变换。而时间反演变换是一个典型的反幺正变换。

### 文内引用
1. ↑  E. P. Wigner, Gruppentheorie (Friedrich Vieweg und Sohn, Braunschweig, Germany, 1931), pp. 251-254; Group Theory (Academic Press Inc., New York, 1959), pp. 233-236

### 补充来源
- Bargmann, V.  "Note on Wigner's Theorem on Symmetry Operations".  Journal of Mathematical Physics Vol 5, no. 7, Jul 1964.
- Molnar, Lajos.  "An Algebraic Approach to Wigner's Unitary-Antiunitary Theorem". arXiv:math/9808033
- Simon, R., Mukunda, N., Chaturvedi, S., Srinivasan, V., 2008. Two elementary proofs of the Wigner theorem on symmetry in quantum mechanics. Phys. Lett. A 372, 6847–6852.
- Mouchet, Amaury. "An alternative proof of Wigner theorem on quantum transformations based on elementary complex analysis". Physics Letters A 377 (2013) 2709-2711. hal.archives-ouvertes.fr:hal-00807644 （页面存档备份，存于）